# الإسراء (مجلة)
مجلة الإسراء  مجلة إسلامية فلسطينية مقدسية تصدر من دار الإفتاء الفلسطينية في القدس، وهي أعلى مرجعية دينية اجتهادية في فلسطين، تنشر أحياناً مع ملحق.
المجلة دينية تحتوي على العديد من الفتاوى والمقالات والدراسات والبحوث العلمية والإٍسلامية.

## مسابقة
تحوي المجلة مسابقة لكل عدد (مسابقة الإسراء الثقافية) والجائزة الأولى فيها 30 ديناراً أردنياً.

## شخصيات مرتبطة
- محمد أحمد حسين
- عكرمة صبري
- حسام الدين عفانة